# Jeřábi táhnou
Jeřábi táhnou (rusky Летят журавли – Leťat žuravli) je sovětský film režiséra Michaila Kalatozova z roku 1957. Jedná se o válečné drama založené na hře Viktora Rozova Večno živyje (rusky Вечно живые) z roku 1943 odehrávající se v období bojů na Východní frontě druhé světové války. Film vyhrál Zlatou palmu na festivalu v Cannes v roce 1958.

## Děj
Před začátkem války jsou Veronika („Veverka“, Taťána Samojlova) a Boris (Alexej Batalov) šťastnou mladou moskevskou dvojicí, která plánuje budoucí společný život. Pak ovšem začíná válka a Boris rukuje jako dobrovolník (byť by se pravděpodobně mohl jako nadějný pracovník prvnímu náboru vyhnout). Odjíždí na frontu, aniž by se stihli s Veronikou pořádně rozloučit. Nechává Veronice na památku jako dárek plyšovou veverku se schovaným vzkazem, který ovšem Veronika nenajde.
Pro Veroniku se pak věci začnou vyvíjet k horšímu. Od Borise nepřicházejí žádné zprávy. Při jednom leteckém poplachu se její rodiče odmítnou jít schovat do krytu a zahynou při bombardování. Borisův otec, lékař Fjodor (Vasilij Merkurjev), nabídne Veronice, že může bydlet u nich. Tam o ni ovšem neustále usiluje Borisův bratranec Mark (Alexandr Švorin), talentovaný pianista, který o ni měl zájem ještě před Borisovým odjezdem. Ona ho odmítá, ale pak se mu při dalším bombardování podvolí a souhlasí s tím, že si ho vezme, přestože zbytek rodiny (zejména Borisova sestra Irina a jeho babička) to vnímají jako zradu na Borisovi.
Sám Boris přitom mezitím zemře na frontě během průzkumu, když zachraňuje zraněného spolubojovníka. Rodina však není o jeho smrti zpravena a je veden pouze jako nezvěstný.
Rodina je odeslána z Moskvy na Ural. Vdaná Veronika se trápí vzpomínkami na Borise a pracuje jako zdravotní sestra ve stejné nemocnici, kde pracuje Fjodor. Zde je svědkem toho, že jeden zraněný začne jančit, protože se dozví, že jeho snoubenka si v době jeho služby vzala jiného. Fjodor k němu má proslov, ve kterém zdůrazňuje, že když žena zradila frontového hrdinu a dala přednost týlové kryse, tak ona přišla o dobrou příležitost, ale on se tím naopak vyhnul špatné partii. Ostatní vojáci tento výklad podporují a Veroničin pocit viny je ještě silnější. Odchází z nemocnice a zřejmě zvažuje skočit pod vlak, ale místo toho se jí naskytne příležitost zachránit před blížícím se náklaďákem malého chlapečka Borise.
Odnese ho domů a chce ho pobavit svou veverkou, ale ukazuje se, že Mark mezitím veverku sebral, zřejmě aby ji věnoval své milence. Baví se ve společnosti, když se ve veverce najde vzkaz. Veronika si pro veverku dojde, Marka zfackuje a odchází. Nově nalezená zpráva ovšem jen jitří její rány.
Za Fjodorem přichází hudebník, aby od něj sehnal nemocniční automobil jako protislužbu za to, že na jeho údajnou žádost zařídil Markovi odklad vojenské služby. Vychází najevo, že Mark oběma z nich lhal. Rozčilený Fjodor vyhodí Marka z domu, ale Veroniku žádá, aby zůstala, neboť za nic nemůže.
Za Fjodorem dorazí Borisův spolubojovník, aby mu sdělil, že Boris zahynul – osobně to ovšem neviděl, protože ho coby zraněného ve stejnou chvíli odnášeli, a tak tomu Veronika odmítá uvěřit a čeká na Stěpana, který údajně měl zůstat s Borisem.
Veronika tak dále čeká, až dorazí Stěpan. Ten přijíždí do Moskvy po konci války a Veronika se s ním setkává v nadšené atmosféře vítání hrdinů a oslav konce války. Konečně uvěří, že Boris zemřel, a po pláči a Stěpanově proslovu se připojí k oslavám začátku nového života s vírou, že Borisova smrt nebyla marná.

## Herecké obsazení
| Herec                                | Role                          |
| ------------------------------------ | ----------------------------- |
| Taťána Jevgenijevna Samojlova        | Veronika                      |
| Alexej Vladimirovič Batalov          | Boris                         |
| Alexandr Borisovič Švorin            | Mark                          |
| Vasilij Vasiljevič Merkurjev         | Fjodor Ivanovič               |
| Antonina Pavlovna Bogdanova          | babička Borise a Iriny        |
| Valentin Ivanovič Zubkov             | Stěpan                        |
| Valentina Georgijevna Anaňjina       | Borisova spolupracovnice      |
| Valentina Charlampijevna Vladimirova | vojačka                       |
| Leonid Sergejevič Kňazev             | Sačkov, Borisův spolubojovník |
| Boris Sergejevič Kokovkin            | Černov                        |
| Jevgenija Alexandrovna Kuprijanova   | Anna Michajlovna Kovaljova    |
| Konstantin Pavlovič Kadočnikov       | Voloďa                        |
| Nikolaj Gavrilovič Smorčkov          | Zacharov, zraněný             |
| Svetlana Nikolajevna Charitonova     | Irina Borozdina               |
| Daniil Matvejevič Nětrebin           | zraněný                       |
| Georgij Ivanovič Kulikov             | inženýr v továrně             |
| Jevgenij Jefimovič Kudrjašov         | host na večírku               |